# Campeonato Sub-17 de la OFC 1995
El Campeonato Sub-17 de la OFC 1995 fue la sexta edición de dicho torneo. Se llevó a cabo entre el 18 y el 26 de mayo en Vanuatu.
Participaron cinco selecciones: Australia, Fiyi. Islas Salomón, Nueva Zelanda y Vanuatu, que fueron divididos en dos grupos de tres y dos equipos cada uno, y posteriormente accedieron a una fase eliminatoria. Australia se proclamó campeón por sexta vez y clasificó a la Copa Mundial de la categoría de 1995.

## Equipos participantes
| Equipos participantes | Equipos participantes | Equipos participantes | Equipos participantes |
| --------------------- | --------------------- | --------------------- | --------------------- |
| Australia             | Fiyi                  | Islas Salomón         |                       |
| Nueva Zelanda         | Vanuatu               |                       |                       |

## Primera fase

### Grupo A
| Selección | Pts | PJ | PG | PE | PP | GF | GC | Dif |
| --------- | --- | -- | -- | -- | -- | -- | -- | --- |
| Australia | 3   | 1  | 1  | 0  | 0  | 4  | 0  | 4   |
| Fiyi      | 0   | 1  | 0  | 0  | 1  | 0  | 4  | -4  |

| Fecha              | Lugar   |           |                      | Resultado |                 |      |
| ------------------ | ------- | --------- | -------------------- | --------- | --------------- | ---- |
| 22 de mayo de 1995 | Vanuatu | Australia | Bandera de Australia | 4:0       | Bandera de Fiyi | Fiyi |

### Grupo B
| Selección     | Pts | PJ | PG | PE | PP | GF | GC | Dif |
| ------------- | --- | -- | -- | -- | -- | -- | -- | --- |
| Nueva Zelanda | 4   | 2  | 1  | 1  | 0  | 4  | 1  | 3   |
| Vanuatu       | 3   | 2  | 1  | 0  | 1  | 2  | 4  | -2  |
| Islas Salomón | 1   | 2  | 0  | 1  | 1  | 2  | 3  | -1  |

| Fecha              | Lugar   |               |                          | Resultado |                          |               |
| ------------------ | ------- | ------------- | ------------------------ | --------- | ------------------------ | ------------- |
| 18 de mayo de 1995 | Vanuatu | Nueva Zelanda | Bandera de Nueva Zelanda | 1:1       | Bandera de Islas Salomón | Islas Salomón |
| 20 de mayo de 1995 | Vanuatu | Nueva Zelanda | Bandera de Nueva Zelanda | 3:0       | Bandera de Vanuatu       | Vanuatu       |
| 22 de mayo de 1995 | Vanuatu | Vanuatu       | Bandera de Vanuatu       | 2:1       | Bandera de Islas Salomón | Islas Salomón |

## Segunda fase

### Semifinales
| Fecha              | Lugar   |               |                          | Resultado |                          |               |
| ------------------ | ------- | ------------- | ------------------------ | --------- | ------------------------ | ------------- |
| 24 de mayo de 1995 | Vanuatu | Australia     | Bandera de Australia     | 6:0       | Bandera de Vanuatu       | Vanuatu       |
| 24 de mayo de 1995 | Vanuatu | Nueva Zelanda | Bandera de Nueva Zelanda | 2:1       | Bandera de Islas Salomón | Islas Salomón |

### Tercer puesto
| Fecha              | Lugar   |         |                    | Resultado |                          |               |
| ------------------ | ------- | ------- | ------------------ | --------- | ------------------------ | ------------- |
| 26 de mayo de 1995 | Vanuatu | Vanuatu | Bandera de Vanuatu | 3:0       | Bandera de Islas Salomón | Islas Salomón |

### Final
| Fecha              | Lugar   |           |                      | Resultado |                          |               |
| ------------------ | ------- | --------- | -------------------- | --------- | ------------------------ | ------------- |
| 26 de mayo de 1995 | Vanuatu | Australia | Bandera de Australia | 1:0       | Bandera de Nueva Zelanda | Nueva Zelanda |

| Bandera de Australia |
| Campeón Australia    |
| 6.to título          |